# 三田村信行
三田村 信行（みたむら のぶゆき、1939年 - ）は、日本の児童文学作家。

## 略歴
東京生まれ。早稲田大学文学部卒。シリーズもの、伝記、古典の翻訳など多様な執筆活動をしており、特に佐々木マキとのコンビで書いた『おとうさんがいっぱい』をはじめとした不条理童話で名高い。
娘は脚本家の坂口理子。

## 受賞歴
- 第50回 日本児童文学者協会賞
- 第32回 巖谷小波文芸賞

## 主な著書
- 『遠くまでゆく日』（国土社、創作子どもSF全集） 1970
- 『すっとびぎつね』（村上豊絵、偕成社） 1974
- 『おとうさんがいっぱい』（佐々木マキ絵、理論社） 1975、のちフォア文庫
- 『ぼくの犬クロ』（鈴木義治絵、偕成社） 1975
- 『オオカミがきた』（理論社） 1976
- 『ヘレン=ケラー』（講談社の幼年文庫） 1977
- 『さむがりやのゆきだるま』（小峰書店） 1979
- 『灰』（山中冬児画、小学館） 1979
- 『おばけはんかち』（太平出版社） 1980
- 『風を売る男』（佐々木マキ絵、PHP研究所） 1980
- 『北里柴三郎』（講談社の子ども伝記） 1980
- 『サインはきつねボール』（偕成社） 1981
- 『なつこのいす』（中央共同募金会） 1981
- 『おこりっぽいやま』（武井武雄絵、ひさかたチャイルド） 1982
- 『おばあさんのすてきな庭』（国土社） 1982
- 『きつねのオートバイ』（ひさかたチャイルド） 1983
- 『とけないゆきだるま』（小学館） 1983
- 『もしもしきつねくまぞうです』（佐野洋子絵、偕成社） 1983
- 『しゅっぱつしんこう!』（小峰書店、のりものえほん） 1984
- 『ゆめのなかへわすれもの』（小野かおる絵、小峰書店） 1984
- 『きつねのクリーニングや』（金の星社） 1986、のちフォア文庫
- 『ママという名のねこ』（宇野亜喜良絵、ひさかたチャイルド） 1986
- 『もりのみっつのたんじょうび』（佐々木マキ絵、教育画劇、スピカのおはなしえほん） 1986
- 『吸血鬼は闇にわらう』（国土社、恐怖のとびら） 1987
- 『こうまの四季』（川本武司写真、偕成社） 1987
- 『火の島に生きる 悲劇の島・青ヶ島の記録』（偕成社） 1987
- 『オオカミのゆめぼくのゆめ』（ほるぷ出版） 1988
- 『48時間の戦国時代』（学習研究社） 1988
- 『ドアの向こうの秘密』（偕成社） 1988
- 『ぼくが恐竜だったころ』（ほるぷ出版） 1989
- 『夜の大男』（スズキコージ絵、佼成出版社） 1989
- 『きつねのクリーニングや大あわて』（金の星社） 1990
- 『おそろしい手紙』（国土社、恐怖のとびら） 1990
- 『オオカミ少年の夜』（国土社、恐怖のとびら） 1991
- 『風の城』（飯野和好絵、ほるぷ出版） 1991
- 『ゆうれい学校』（永島慎二絵、教育画劇、スピカの創作童話） 1991
- 『行け! 名警察犬アルフ号』（偕成社、わたしのノンフィクション） 1991
- 『宇宙カッパの手』（くもん出版、くもんのおもしろ文学クラブ） 1992
- 『自由のたびびと南方熊楠 こどもの心をもちつづけた学問の巨人』（PHP愛と希望のノンフィクション） 1992
- 『よあけのおおさわぎ』（国土社） 1992
- 『歴史を生きた78人 人物アルバム 3. 時代をかえた武将たち 源頼朝・足利尊氏・織田信長・豊臣秀吉・徳川家康など13人』（PHP研究所） 1992
- 『時代をきめた114のできごと 歴史アルバム 5. 明治時代 富国強兵 / 文明開化 / 学校教育の制度 / 自由民権運動 / 日清・日露戦争ほか』（編著、PHP研究所） 1993
- 『八月の恐竜』（ほるぷ出版） 1993
- 『オオカミ男のクリスマス』（PHP研究所） 1994
- 『夏目漱石 いまも読みつがれる数々の名作を書き、人間の生き方を深く追究しつづけた小説家』（偕成社、伝記世界を変えた人々） 1994
- 『ぼくとステッキのみじかいたび』（佼成出版社、どうわほのぼのシリーズ） 1994
- 『ゆうれい運動会』（教育画劇、スピカの創作童話） 1994
- 『歴史と文化をつたえる117の町 ふるさとアルバム 1. 北海道・東北歴史の町』（編著、PHP研究所） 1994
- 『犯人をよびだせ』（PHP研究所） 1995
- 『ものまね鳥を撃つな』（荒井良二絵、ほるぷ出版） 1995
- 『ゆうれい家庭訪問』（永島慎二絵、教育画劇、スピカの創作童話） 1995
- 『タンス男がやってくる』（PHP研究所） 1996
- 『おもしろガイド修学旅行 奈良』（編著、PHP研究所） 1996
- 『ゆめのなかの殺人者』（ポプラ社、ポプラ怪談倶楽部） 1996
- 『きみが魔法使い』（宇野亜喜良絵、フレーベル館） 1997
- 『恐怖の13時間』（ポプラ社、ポプラ怪談倶楽部） 1997
- 『写真でみる20世紀の日本 くらしと世相の100年』（編著、PHP研究所） 1997
- 『うさぎのゆめ』（フレーベル館） 1998
- 『にっぽんロビンソン 土佐の長平・無人島漂流記』（ポプラ社） 1998
- 『いちばんバスのはやおきくん』（PHP研究所、PHPのりものえほん） 1999
- 『真夜中のおそろしい荷物』（PHP研究所、なんでもはこぶねこの手サービス） 1999
- 『100年まえのラブレター』（PHP研究所、なんでもはこぶねこの手サービス） 2000
- 『おとうふ百ちょう あぶらげ百まい』（あかね書房） 2000
- 『大阪をたずねる』（編著、あすなろ書房、歴史と文化の町たんけん） 2003
- 『新選組 新選組をつくった男たち』（ポプラ社） 2003
- 『聖徳太子と仏教伝来』（フレーベル館、あるいて知ろう!歴史にんげん物語） 2004
- 『雪舟と応仁の乱』（フレーベル館、あるいて知ろう!歴史にんげん物語） 2004
- 『新編弓張月』上・下（ポプラ社） 2006
- 『風の陰陽師』全4巻（ポプラ社） 2007 - 2009、のちピュアフル文庫
- 『さいごのさいごのなかなおり れいかいホテルはいつもまんいん』（そうえん社、まいにちおはなし） 2010
- 『平清盛』（ポプラポケット文庫） 2011
- 『オオカミの時間: 今そこにある不思議集』（佐々木マキ絵、理論社） 2020

### 「ネコカブリ小学校」シリーズ
- 『ねこのネコカブリ小学校』（佐々木マキ絵、PHP研究所）1981
- 『ゆかいなネコカブリ小学校』（佐々木マキ絵、PHP研究所）1982
- 『おかしなネコカブリ小学校』（佐々木マキ絵、PHP研究所）1983
- 『ネコカブリ小学校 校長先生危機いっぱつ!』（佐々木マキ絵、PHP研究所）1984
- 『大さわぎネコカブリ小学校』（佐々木マキ絵、PHP研究所）1987
- 『ネコカブリ小学校 校長先生恐竜島のぼうけん』（佐々木マキ絵、PHP研究所）1997
- 『ネコカブリ小学校 校長先生ご先祖さま大ピンチ』（佐々木マキ絵、PHP研究所）1997
- 『ネコカブリ小学校 校長先生まぼろしの名画事件』（佐々木マキ絵、PHP研究所）1997
- 『ネコカブリ小学校 校長先生そこなし森のひみつ』（佐々木マキ絵、PHP研究所）1998
- 『ネコカブリ小学校 校長先生ミイラ男ののろい』（佐々木マキ絵、PHP研究所）1998

### 「ウルフ探偵」シリーズ
- 『ウルフ探偵のおかしな事件』（偕成社） 1982
- 『ウルフ探偵とまぬけな死神事件』（偕成社） 1984
- 『ウルフ探偵とぬすまれたタイムマシン事件』（偕成社） 1985
- 『なぞの密室事件 ウルフ探偵4』（偕成社） 1986
- 『地獄の使者事件 ウルフ探偵5』（偕成社） 1987

### 「名探偵シャーロック・ホームズボン」シリーズ
1. 『ぬすまれたダイヤのゆくえ』（PHP研究所） 1991
2. 『ゆうれい屋敷のひみつ』（PHP研究所） 1991
3. 『めだまやき殺人事件』（PHP研究所） 1992

### 「にっぽん怪談クラブ」
- 『ゆうれい美女』（あかね書房） 1993
- 『生き霊ののろい』（あかね書房） 1994
- 『鬼にされた男』（あかね書房） 1994
- 『墓場にとぶ火の玉』（あかね書房） 1994
- 『闇をかけるがいこつ』（あかね書房） 1994
- 『妖怪にのろわれた村』（あかね書房） 1994
- 『おん霊のたたり』（あかね書房） 1995
- 『怪談皿屋敷』（あかね書房） 1995
- 『宙をとぶ首』（あかね書房） 1995
- 『てんぐの人さらい』（あかね書房） 1995

### 「ふしぎな教室」シリーズ
- 『36人めは誰?』（フレーベル館） 1998
- 『真夜中のピアノ教室』（フレーベル館） 1999
- 『先生をとりかえて』（フレーベル館） 2000
- 『ラブレター大作戦』（フレーベル館） 2001
- 『きえた学校ぼっこ』（フレーベル館） 2002

### 「キャベたまたんてい」シリーズ
- 『なぞのゆうかいじけん』（宮本えつよし絵、金の星社） 1998
- 『ぎょうれつラーメンのひみつ』（宮本えつよし絵、金の星社） 2001
- 『空とぶハンバーガーじけん』（宮本えつよし絵、金の星社） 2001
- 『しにがみのショートケーキ』（宮本えつよし絵、金の星社） 2002
- 『びっくりかいてんずし』（宮本えつよし絵、金の星社） 2003
- 『かいとうセロリとうじょう』（宮本えつよし絵、金の星社） 2004
- 『ピラミッドのなぞ』（宮本えつよし絵、金の星社） 2005
- 『100おく円のたからさがし』（宮本えつよし絵、金の星社） 2006
- 『ハラハラさばくの大レース』（宮本えつよし絵、金の星社） 2007
- 『きえたキャベたまひめのひみつ』（宮本えつよし絵、金の星社） 2008
- 『タコヤキオリンピック』（宮本えつよし絵、金の星社） 2009
- 『ほねほねきょうりゅうのなぞ』（宮本えつよし絵、金の星社） 2010
- 『ミステリーれっしゃをおえ!』（宮本えつよし絵、金の星社） 2011
- 『ゆうれいかいぞくの地図』（宮本えつよし絵、金の星社） 2012

### 「キツネのかぎや」シリーズ
1. 『かいぞくのおたから』（あかね書房） 2002
2. 『ライオンの金庫』（あかね書房） 2002
3. 『ゆうれいのつぼ』（あかね書房） 2002
4. 『だるまさんのおへそ』（あかね書房） 2003
5. 『白ワシのかんむり』（あかね書房） 2003
6. 『吸血鬼のかんおけ』（あかね書房） 2004
7. 『地獄のえんま帳』（あかね書房） 2005
8. 『透明人間のわな』（あかね書房） 2005
9. 『カッパの秘宝』（あかね書房） 2006
10. 『悪魔の赤ワイン』（あかね書房） 2006

### 「へんてこ宝さがし」シリーズ
1. 『恐竜の耳かすをさがせ!』（あかね書房） 2004
2. 『マンドラゴンを追え!』（あかね書房） 2004
3. 『むかし砂漠はどこだ!』（あかね書房） 2004
4. 『いちばん悪いのはだれだ!』（あかね書房） 2005

### 「めいたんていポアロン」シリーズ
- 『ぬすまれたくびかざり』（講談社） 2010
- 『さらわれたプリンセス』（講談社） 2011
- 『名画のひみつを追え!』（講談社） 2011

### 「妖怪道中膝栗毛」シリーズ
1. 『旅のはじまりはタイムスリップ』（十々夜絵、あかね書房） 2011
2. 『よろずトラブル妖怪におまかせ』（十々夜絵、あかね書房） 2011
3. 『旅はみちづれ地獄ツアー』（十々夜絵、あかね書房） 2012
4. 『船で空飛ぶ妖怪クルーズ』（十々夜絵、あかね書房） 2012
5. 『夜の迷路で妖怪パニック』（十々夜絵、あかね書房） 2013
6. 『時空をこえて魔鏡マジック』（十々夜絵、あかね書房） 2014
7. 『旅の終わりは妖怪ワールド』（十々夜絵、あかね書房） 2014

### 「妖怪道中三国志」シリーズ
1. 『奪われた予言書』（十々夜絵、あかね書房） 2015
2. 『壁画にひそむ罠』（十々夜絵、あかね書房） 2016
3. 『孔明 vs 妖怪孔明』（十々夜絵、あかね書房） 2016
4. 『幻影の町から大脱出』（十々夜絵、あかね書房） 2017
5. 『炎の風吹け 妖怪大戦』（十々夜絵、あかね書房） 2017

## 主な翻訳
- 『たのしい星座めぐり 星が光って見える』（アネット=チゾン, タラス=テイラー作・画、偕成社） 1990
- 『日本霊異記』（ポプラ社、21世紀によむ日本の古典） 2001
- 『三国志』全5巻（ポプラ社） 2002 - 2003、のちポケット文庫
- 『源平盛衰記』巻の1 - 巻の3（ポプラ社） 2004 - 2005